# Ивенских, Ирина Валентиновна
Ирина Валентиновна Ивенских (род. 22 июля 1972, Мирный, Архангельская область) — российский политический деятель. Депутат Законодательного собрания Пермского края II и III созывов, в 2015—2021 — заместитель председателя правительства Пермского края, с 2021 года депутат Государственной думы VIII созыва. Из-за поддержки российско-украинской войны находится под санкциями ряда стран.

## Биография
Ирина Базюлькина (с 2015 года — Ивенских) родилась 22 июля 1972 года в городе Мирный Архангельской области. В 1995 году она окончила с красным дипломом Пермский государственный педагогический университет по специальности «Учитель начальных классов. Школьный психолог», в 2015 году — Национальный исследовательский университет «Высшая школа экономики» по специальности «Менеджмент». Обучалась в аспирантуре под руководством А. А. Леонтьева. 22 мая 2019 года под руководством С. Н. Сорокоумовой защитила в Хабаровске диссертацию на тему «Психологическая готовность будущих педагогов начального образования к работе с младшими школьниками в условиях инклюзивного обучения» (официальные оппоненты И. Ю. Левченко и А. В. Лобанова) и стала кандидатом психологических наук.
Работала в гимназии № 17 г. Перми учителем начальных классов, заместителем директора.Была официальным представителем Образовательной системы «Школа 2100» в Пермском крае. С 2004 года — ведущий инженер факультета довузовской подготовки Пермского филиала НИУ ВШЭ. С 2008 по 2015 год Ивенских возглавляла пермский лицей № 10 при Высшей школе экономики. В 2009—2011 была заместителем председателя Общественной палаты Пермского края. В декабре 2010 года участвовала в выборах в Пермскую городскую думу III созыва, но не была избрана. В 2011 году стала депутатом Законодательного собрания Пермского края II созыва от «Единой России». Исполняла обязанности вплоть до 20 февраля 2018 года. В 2011—2015 годах сопредседатель регионального штаба Общероссийского народного фронта (ОНФ), стояла у истоков деятельности движения в регионе.
В 2015 году Ивенских сложила полномочия депутата и перешла на работу в правительство Пермского края. Стала заместителем председателя правительства, курируя вопросы межрегионального и международного взаимодействия в сфере науки и образования, культуры, спорта и туризма. С 10 мая 2018 года сферу туризма и спорта губернатор Максим Решетников передал вице-премьеру Антону Клепикову, за Ивенских осталась сфера культуры. В конце 2018 года Ивенских снова перешла в краевой парламент: она получила мандат, вакантный после перехода в краевое правительство единоросса Александра Шицына. С 3 декабря 2018 года была заместителем председателя комитета по социальной политике. В январе 2019 года вошла в обновлённый состав сопредседателей регионального штаба ОНФ.
В сентябре 2021 года была избрана депутатом VIII созыва от «Единой России» по одномандатному округу, набрав 25,17 % голосов.
Из-за поддержки российско-украинской войны находится под санкциями ряда стран: 27 государств ЕС, Великобритании, США, Канады, Швейцарии, Австралии, Японии, Украины, Новой Зеландии.

## Награды
Ивенских присвоено звание «Почётный работник общего образования РФ». Она является лауреатом «Строгановской премии» 2013 года в номинации «За выдающиеся достижения в общественной деятельности».